# Ruth Dreifuss
Ruth Dreifuss   (Sankt Gallen, 9 de gener de 1940) és una política suïssa afiliada al Partit Socialdemòcrata. Va ser membre del Consell Federal de Suïssa de 1993 a 2002, en representació del Cantó de Ginebra.
Va ser elegida membre del Consell Federal de Suïssa el 10 de març de 1993 com a membre número 100 elegit des de la fundació de l'estat federal .

## Biografia

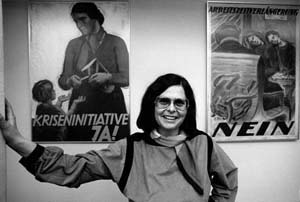
1988

Dreifuss pertany a una de les famílies jueves més antigues de Suïssa. El seu pare era comerciant. Després de l'educació empresarial, Ruth va treballar com a secretària i treballadora social. A més, va ser periodista a Cooperation de 1961 a 1964. Es va unir al Partit Socialista (SP) el 1964. El 1970 va obtenir un Màster en Economia a la Universitat de Ginebra; i va ser ajudant a la universitat de 1970 a 1972. Entre 1972 i 1981, va ser experta científica a l'Agència Federal Suïssa per al Desenvolupament i la Cooperació. Així mateix, Dreifuss va ser escollida secretària del Sindicat Suís, on va tractar qüestions relacionades amb la seguretat social, el dret laboral i les qüestions de la dona, fins a la seva elecció al Consell Federal suís el 1993.
Dreifuss va ser membre socialdemòcrata de l'Assemblea Legislativa de la ciutat de Berna des de 1989 fins a 1992. Es va perdre les eleccions al Consell Nacional de Suïssa el 1991.
És membre del Consell de Dones Líders Mundials, una xarxa internacional de dones líders la missió de la qual és mobilitzar les dones líders de més alt nivell a nivell mundial per a l'acció col·lectiva en temes d'importància crítica per a les dones i el desenvolupament equitatiu.

## Elecció al Consell Federal

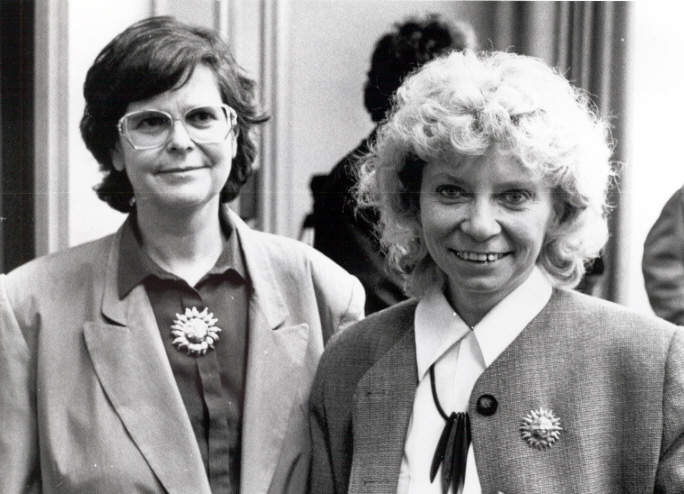
Ruth Dreifuss (esquerra) i Christiane Brunner el 8 de març de 1993

Després de la renúncia de René Felber al Consell Federal Suís, se suposava que havia de ser elegit un membre del Partit Socialdemòcrata, d'acord amb la "fórmula màgica" no oficial utilitzada per determinar la representació dels partits suïssos al Consell Federal. Mentre que Christiane Brunner era la candidata oficial del Partit Socialdemòcrata a les eleccions del 3 de març de 1993, els partits de dreta van decidir donar suport a un altre membre del Partit Socialdemòcrata, Francis Matthey, membre del parlament nacional i ministre del Cantó de Neuchâtel en aquell moment que va declinar les eleccions, ja que el seu partit no les donava suport.
El 10 de març de 1993 es van organitzar noves eleccions i el Partit Socialdemòcrata va presentar a Ruth Dreifuss i Christiane Brunner com a candidates oficials. Va ser la primera vegada que dues dones estaven al "ticket" oficial per a les eleccions, i Ruth Dreifuss va ser escollida a la 3a volta amb 144 vots.

## Accions polítiques realitzades
Ruth Dreifuss va ocupar el Departament Federal d'Afers Interiors fins a la seva dimissió el 31 de desembre de 2002. Va ser la primera dona que va ser escollida presidenta de la Confederació des de l'1 de gener al 31 de desembre de 1999.
Va guanyar diversos referèndums, entre els quals una revisió de la Llei d'assegurança de salut, la 10a revisió del sistema de seguretat social, una política de drogues basada en la prevenció, la teràpia, l'ajuda i la rehabilitació, i una nova llei sobre la indústria cinematogràfica i el seu desenvolupament. La política dels 4 pilars també tenia com a objectiu reduir la propagació de l'epidèmia de sida, especialment amb una nova política pel que fa al subministrament de xeringues netes.
Va treballar en una llei d'assegurança de maternitat, però com que la majoria del Consell Federal va rebutjar la proposta, va haver de demanar al poble que rebutgés el seu propi text, ja que havia de respectar la col·legialitat.
És membre i antiga presidenta de la Comissió Global sobre Política de Drogues i membre de la Comissió Internacional contra la Pena de Mort.